# ستيف آدامز (عازف قيثارة)
ستيف آدامز (بالإنجليزية: Steve Adams)‏ هو عازف قيثارة أمريكي، ولد في 16 يناير 1975 في سان خوسيه في الولايات المتحدة.